# Погорелая, Елена Алексеевна
Еле́на Алексе́евна Погоре́лая (род. 9 июня 1987, Заречный, Пензенская область) — российский литературный критик, редактор отдела современной литературы в журнале «Вопросы литературы», член редколлегии журнала «Литературная учёба» (с 2008).
Окончила филологический факультет МГУ.
С 2006 года публикуется в толстых литературных журналах: «Знамя», «Литературная учёба», «Новый мир», «Октябрь», «Вопросы литературы» и др. В 2007 году резонанс в литературной среде вызвала статья Елена Погорелой «Над бездонным провалом в вечность», посвящённая проблемам молодого поколения в русской поэзии. Резко отрицательно отозвался о ней Дмитрий Кузьмин, заявивший:

В сборнике литературного объединения 3-го курса филологического факультета её сочинение было бы совершенно к месту, огорчая, конечно, совершенной глухотой к своему и чужому слову, но зато отчасти радуя задиристым характером и небоязнью идти против уже сложившихся в поколении авторитетов.

Выступает также с собственными стихами, за которые в 2003 году была удостоена премии имени Лермонтова. В 2005 году в Пензе выпустила сборник стихов «Дорога» (библиотечка литературного журнала «Сура»). 2 октября 2009 года в московском Музее Серебряного века состоялась презентация литературно-критической группы «ПоПуГан», в которую вошли молодые критики Елена Погорелая, Валерия Пустовая и Алиса Ганиева.

## Сочинения
- Погорелая Е. А. Черубина де Габриак. — М.: Молодая гвардия, 2020. — (Жизнь замечательных людей) — ISBN 978-5-235-04353-4